# Kościół św. Klemensa w Zawoi
Kościół świętego Klemensa – rzymskokatolicki kościół parafialny należący do parafii pod tym samym wezwaniem (dekanat Maków Podhalański archidiecezji krakowskiej).

## Historia
Świątynia została wzniesiona w 1888 roku według projektu Karola Pietschki z 1886 roku, który zatwierdzono w 1887 roku (na planie kościoła znalazł się podpis biskupa Albina Dunajewskiego). Ufundowana została przez arcyksięcia żywieckiego Albrechta Habsburga. Kierownikiem prac budowlanych był Józef Gibas.

## Architektura

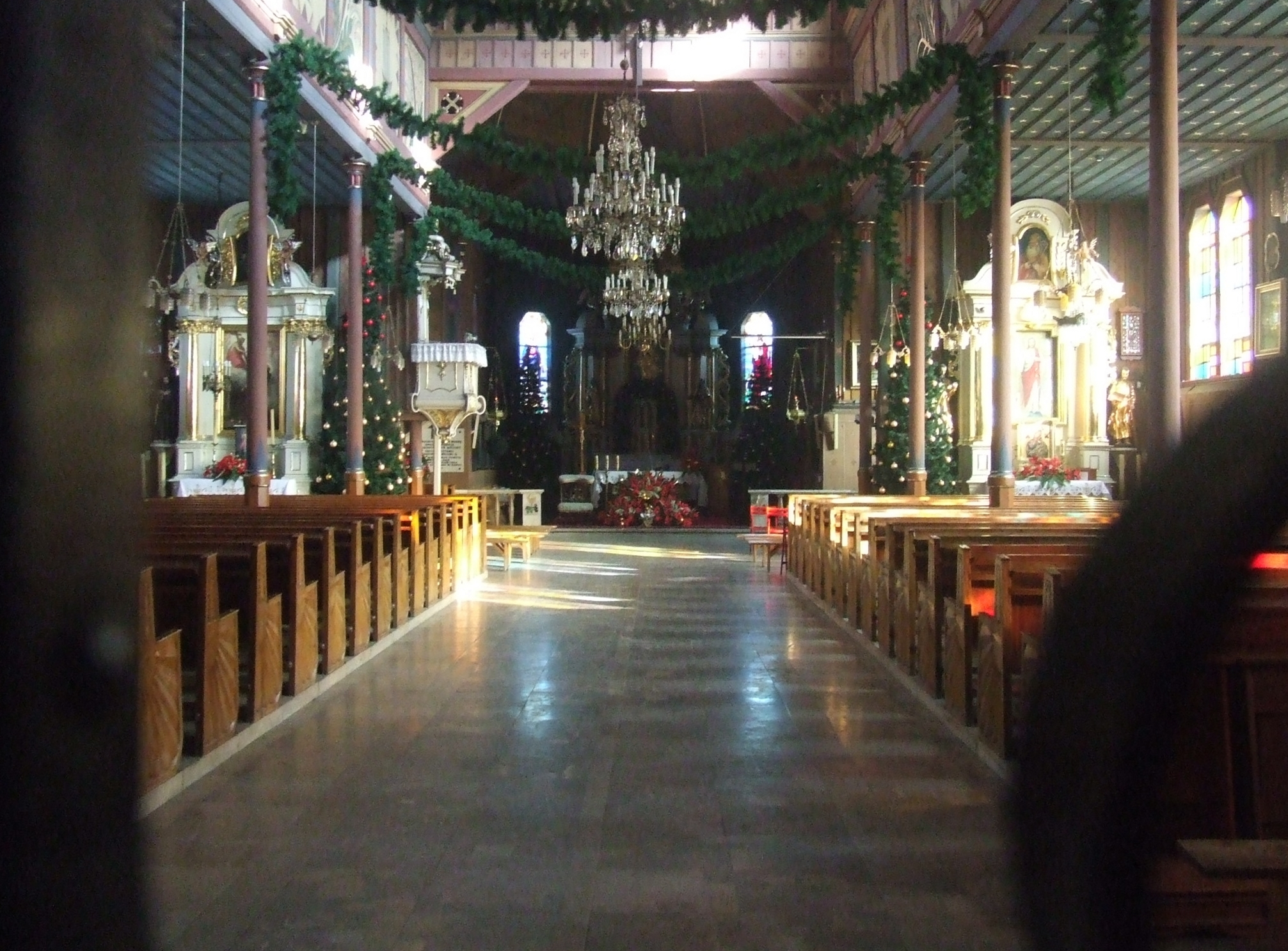
Nawa główna

Budowla była wzorowana na planach austriackich i nawiązuje do architektury tyrolskiej, jest drewniana, posiada konstrukcję zrębową (ściśle: sumikowo–łątkową) wzmocnioną żeliwnymi kolumnami, które wydzielają dwie nawy boczne. Ściany prezbiterium wzniesiono z kamienia do wysokości okiennaw. Kościół jest trzynawowy(bazylikowy), wybudowano go na planie krzyża. Świątynia jest orientowana, posiada plan wydłużonego krzyża z transeptem. Prezbiterium jest zamknięte trójbocznie i posiada boczną zakrystię. Boczne ramiona transeptu są zamknięte ścianą prostą i posiadają naczółki. Wysoka wieża posiada konstrukcję słupowo–ramową, jest czterokondygnacyjna, od dołu posiada plan kwadratu, następnie przechodzi w ośmiokąt. Zwieńcza ją ostrosłupowy dach hełmowy. Dzwony powstały w odlewni w Przemyślu. Świątynię nakrywa dach jednokalenicowy, pokryty blachą z dwoma wieżyczkami, jedna znajduje się w środkowej części, druga jest umieszczona nad skrzyżowaniem naw. Zwieńczają je cebulaste dachy hełmowe z latarniami. Wnętrze dzielą na trzy części dwa rzędy żelaznych słupów. Stropy są płaskie, w części środkowej znajduje się pozorna kopuła nad skrzyżowaniem naw. Chór muzyczny posiada parapet o prostej linii i jest ozdobiony prospektem organowym. Posadzka została wykonana z płyt marmurowych. Polichromia o charakterze ornamentalnym i figuralnym powstała w 1930 roku, jej autorami są Zygmunt Milli i Marian Arczyński. Ołtarz główny, pięć ołtarzy bocznych, ambona reprezentująca stylu późnobarokowy powstały pod koniec XIX wieku. Kamienna chrzcielnica w stylu barokowym posiada drewnianą, rokokową pokrywę. Witraże w oknach zostały wykonane w 1969 roku i ich projektantem był artysta Witold Jańczak.